# Lanton
Lanton (Lenton en gascon) est une commune du Sud-Ouest de la France, située dans le département de la Gironde (région Nouvelle-Aquitaine).
Ses habitants sont appelés les Lantonais.

## Géographie

### Localisation
Lanton se situe sur la rive nord du bassin d'Arcachon, en Pays de Buch. Elle est composée de quatre villages : Blagon, Taussat, Cassy et Lanton (village principal).
| - OpenStreetMap Limite communale. |

### Communes limitrophes
Les communes limitrophes sont Andernos et Audenge.

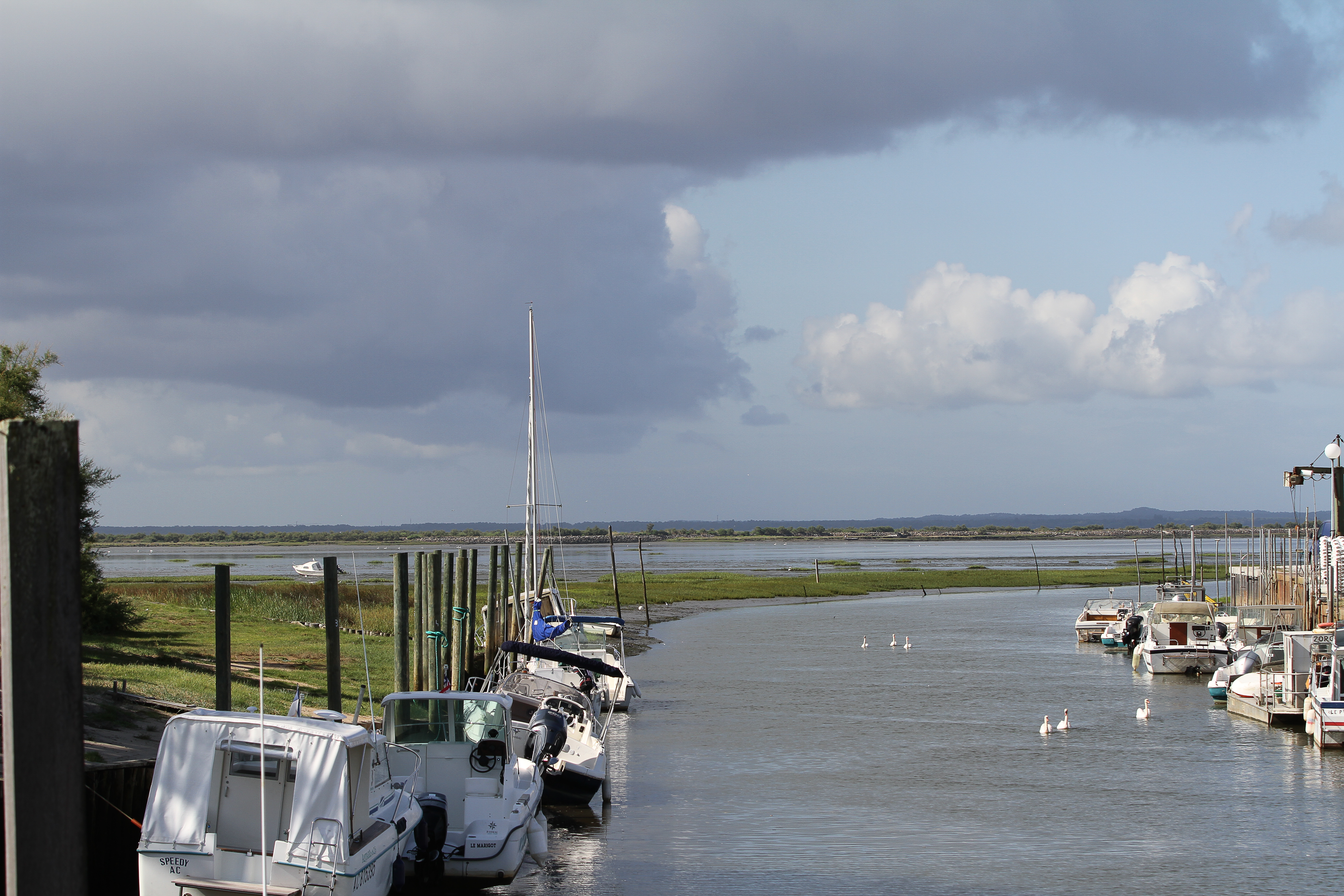
Port de Cassy.

### Climat
Pour des articles plus généraux, voir Climat de la Nouvelle-Aquitaine et Climat de la Gironde.
Historiquement, la commune est exposée à un climat océanique aquitain.  
En 2020, Météo-France publie une typologie des climats de la France métropolitaine dans laquelle la commune est exposée à un climat océanique et est dans la région climatique  Littoral charentais et aquitain, caractérisée par une pluviométrie élevée en automne et en hiver, un bon ensoleillement, des hiver doux (6,5 °C), soumis à la brise de mer.
Pour la période 1971-2000, la température annuelle moyenne est de 13 °C, avec une amplitude thermique annuelle de 13,8 °C. Le cumul annuel moyen de précipitations est de 951 mm, avec 12,9 jours de précipitations en janvier et 7 jours en juillet. Pour la période 1991-2020, la température moyenne annuelle observée sur la station météorologique la plus proche, située sur la commune de La Teste-de-Buch à 19,77 km à vol d'oiseau, est de 0,0 °C et le cumul annuel moyen de précipitations est de 0,0 mm,. Pour l'avenir, les paramètres climatiques de la commune estimés pour 2050 selon différents scénarios d’émission de gaz à effet de serre sont consultables sur un site dédié publié par Météo-France en novembre 2022.

## Urbanisme

### Typologie
Au 1er janvier 2024, Lanton est catégorisée petite ville, selon la nouvelle grille communale de densité à sept niveaux définie par l'Insee en 2022.
Elle appartient à l'unité urbaine d'Andernos-les-Bains, une agglomération intra-départementale regroupant deux  communes, dont elle est une commune de la banlieue,,. Par ailleurs la commune fait partie de l'aire d'attraction de Bordeaux, dont elle est une commune de la couronne,. Cette aire, qui regroupe 275 communes, est catégorisée dans les aires de 700 000 habitants ou plus (hors Paris),.
La commune, bordée par l'océan Atlantique, est également une commune littorale au sens de la loi du 3 janvier 1986, dite loi littoral. Des dispositions spécifiques d’urbanisme s’y appliquent dès lors afin de préserver les espaces naturels, les sites, les paysages et l’équilibre écologique du littoral, tel le principe d'inconstructibilité, en dehors des espaces urbanisés, sur la bande littorale des 100 mètres, ou plus si le plan local d’urbanisme le prévoit.

### Occupation des sols

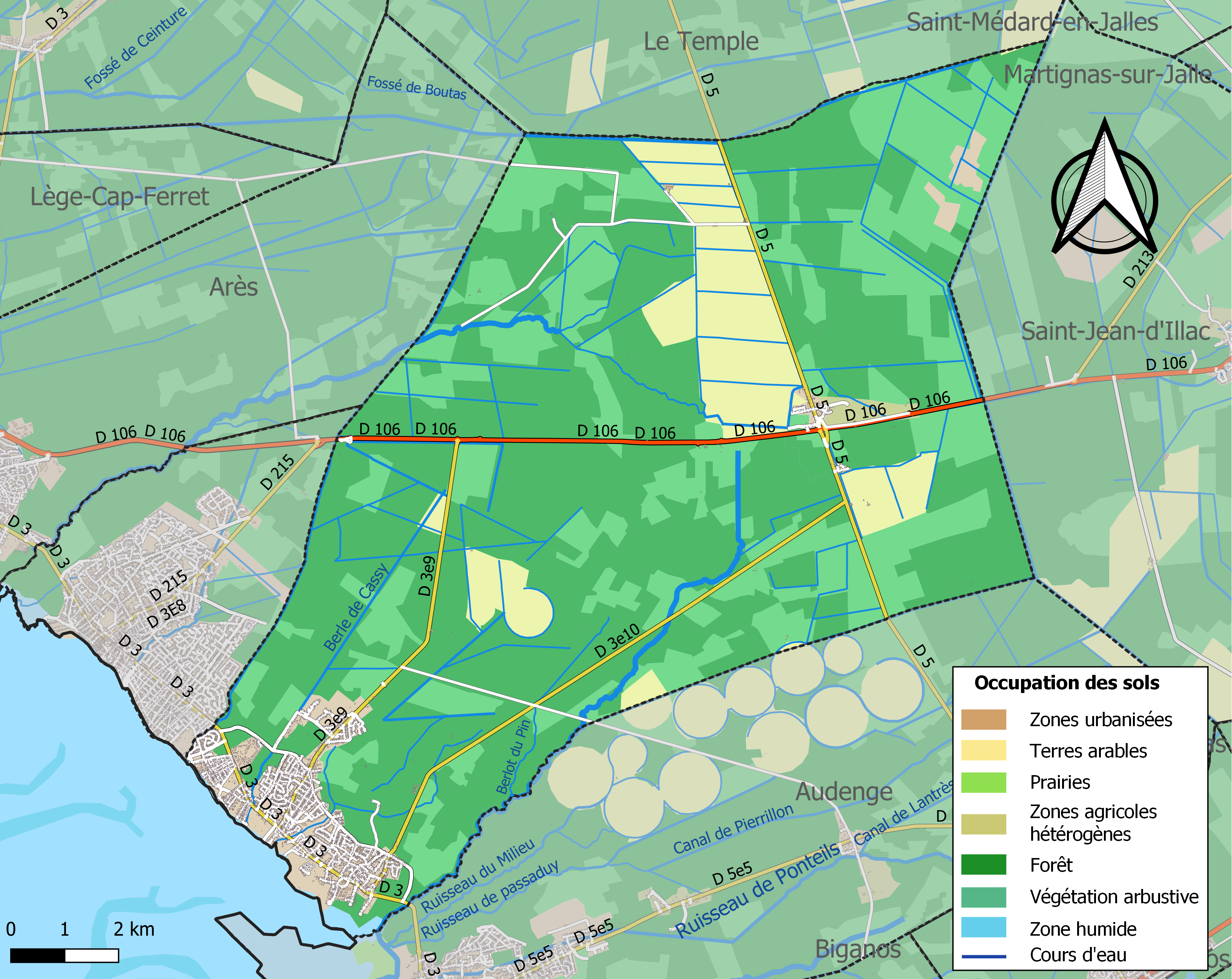
Carte des infrastructures et de l'occupation des sols de la commune en 2018 (CLC).

L'occupation des sols de la commune, telle qu'elle ressort de la base de données européenne d’occupation biophysique des sols Corine Land Cover (CLC), est marquée par l'importance des forêts et milieux semi-naturels (84,1 % en 2018), en diminution par rapport à 1990 (85,6 %). La répartition détaillée en 2018 est la suivante : 
forêts (56 %), milieux à végétation arbustive et/ou herbacée (28,1 %), terres arables (9,7 %), zones urbanisées (4,8 %), zones industrielles ou commerciales et réseaux de communication (0,5 %), zones agricoles hétérogènes (0,5 %), zones humides côtières (0,3 %), espaces verts artificialisés, non agricoles (0,1 %). L'évolution de l’occupation des sols de la commune et de ses infrastructures peut être observée sur les différentes représentations cartographiques du territoire : la carte de Cassini (XVIIIe siècle), la carte d'état-major (1820-1866) et les cartes ou photos aériennes de l'IGN pour la période actuelle (1950 à aujourd'hui).

### Risques majeurs
Le territoire de la commune de Lanton est vulnérable à différents aléas naturels : météorologiques (tempête, orage, neige, grand froid, canicule ou sécheresse), inondations, feux de forêts et séisme (sismicité très faible). Un site publié par le BRGM permet d'évaluer simplement et rapidement les risques d'un bien localisé soit par son adresse soit par le numéro de sa parcelle.
La commune fait partie du territoire à risques importants d'inondation (TRI) d’Arcachon, regroupant les 10 communes du bassin d'Arcachon concernées par un risque de submersion marine, un des 18 TRI qui ont été arrêtés fin 2012 sur le bassin Adour-Garonne. Aux XXe et XXIe siècles, les événements significatifs sont ceux de 1882, 1896, 1897 puis 1924, 1951, 1984 et 1999. Au XXe siècle, les tempêtes Klaus, entre le 23 et le 25 janvier 2009 et Xynthia des 27 et 28 février 2010 ont marqué les esprits. Des cartes des surfaces inondables ont été établies pour trois scénarios : fréquent (crue de temps de retour de 10 ans à 30 ans), moyen (temps de retour de 100 ans à 300 ans) et extrême (temps de retour de l'ordre de 1 000 ans, qui met en défaut tout système de protection). La commune a été reconnue en état de catastrophe naturelle au titre des dommages causés par les inondations et coulées de boue survenues en 1982, 1999, 2003, 2009, 2013 et 2020,.
Lanton est exposée au risque de feu de forêt. Depuis le 20 avril 2016, les départements de la Gironde, des Landes et de Lot-et-Garonne disposent d’un règlement interdépartemental de protection de la forêt contre les incendies. Ce règlement vise à mieux prévenir les incendies de forêt, à faciliter les interventions des services et à limiter les conséquences, que ce soit par le débroussaillement, la limitation de l’apport du feu ou la réglementation des activités en forêt. Il définit en particulier cinq niveaux de vigilance croissants auxquels sont associés différentes mesures. Sur le plan de l'aménagement du territoire la commune dispose d'un plan de prévention des risques incendies feux de forêts (PPRIF).
Par ailleurs, afin de mieux appréhender le risque d’affaissement de terrain, l'inventaire national des cavités souterraines permet de localiser celles situées sur la commune.
Concernant les mouvements de terrains, la commune a été reconnue en état de catastrophe naturelle au titre des dommages causés par des mouvements de terrain en 1999.

## Toponymie
Le toponyme est documenté sous les formes Lento in Bagio (lire in Bogio), Lenton (1235), de Casse et de Taussac (1235)… Il est localement prononcé [lɵnˈtuŋ] conformément au parler noir.
Son origine proviendrait du nom de personne Lentus, attesté en Aquitaine.
La toponyme restitué est Lenton.

## Histoire
L'église Notre-Dame de Lanton date du xiie siècle. C'est l'une des plus anciennes du bassin. Elle se situe sur la voie littorale du chemin de Saint-Jacques-de-Compostelle.
Pour plus d'information sur la commune au XVIIIe siècle, voir l'ouvrage de Jacques Baurein.
La commune a vu atterrir le ballon du record de durée, le Zénith en 1875.

## Héraldique
| Armes | Les armes de Lanton se blasonnent ainsi : Taillé, au premier de gueules à la faux d'or, le fer tourné vers senestre, au second d'azur à l'ancre d'abordage d'argent ; à la cotice en barre d'argent brochant sur la partition ; au pin parasol au naturel brochant sur le tout |

## Économie

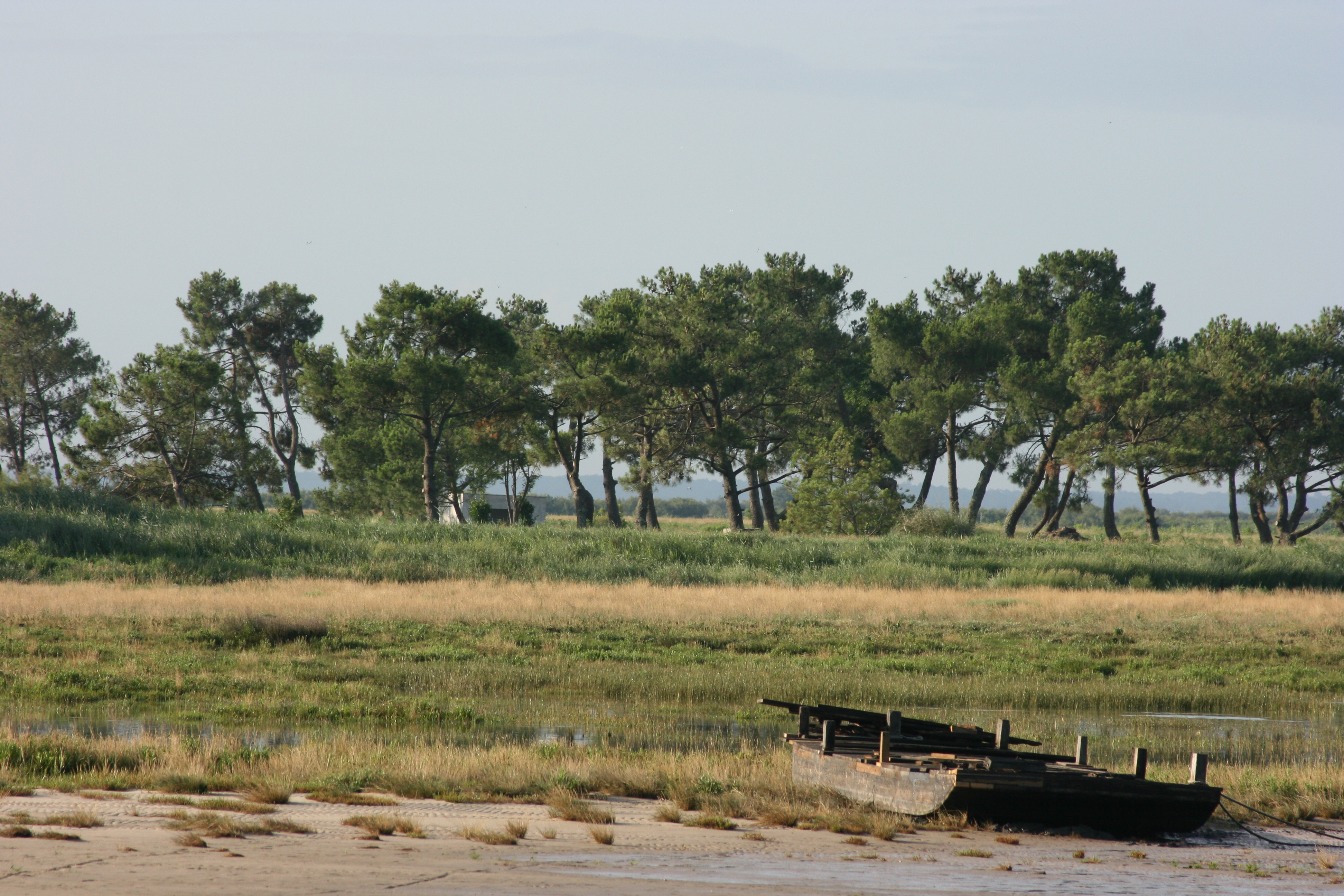
Bateau traditionnel des ostréiculteurs sur le bassin d'Arcachon, vue depuis la plage de Suzette.

## Politique et administration

### Liste des maires
| Période                                  | Période   | Identité                 | Étiquette | Qualité                                                                              |
| ---------------------------------------- | --------- | ------------------------ | --------- | ------------------------------------------------------------------------------------ |
| 1947                                     | 1953      | Daniel Hazera            |           |                                                                                      |
| 1953                                     | 1957      | Pierre Techoueyres       |           |                                                                                      |
| 1957                                     | 1965      | Gérard Minardo           |           |                                                                                      |
| 1965                                     | mars 1983 | Hubert David de Vignerte | DVG       |                                                                                      |
| mars 1983                                | mars 1989 | Jean-Baptiste Bardon     |           |                                                                                      |
| mars 1989                                | mars 2001 | Frédéric Cazentre        | UDF       | Entrepreneur de travaux publics Conseiller général du canton d'Audenge (1998-2004)   |
| mars 2001                                | mars 2014 | Christian Gaubert        | PS        | Conseiller général du canton d'Audenge (2004-2015) Vice-président du conseil général |
| mars 2014                                | En cours  | Marie Larrue             | DVD       | Juriste, conseillère départementale depuis 2015                                      |
| Les données manquantes sont à compléter. |           |                          |           |                                                                                      |

## Démographie
L'évolution du nombre d'habitants est connue à travers les recensements de la population effectués dans la commune depuis 1793. Pour les communes de moins de 10 000 habitants, une enquête de recensement portant sur toute la population est réalisée tous les cinq ans, les populations de référence des années intermédiaires étant quant à elles estimées par interpolation ou extrapolation. Pour la commune, le premier recensement exhaustif entrant dans le cadre du nouveau dispositif a été réalisé en 2004.

En 2022, la commune comptait 7 315 habitants, en évolution de +8,77 % par rapport à 2016 (Gironde : +6,91 %, France hors Mayotte : +2,11 %).
| 1793 | 1800 | 1806 | 1821 | 1831 | 1836 | 1841 | 1846 | 1851 |
| ---- | ---- | ---- | ---- | ---- | ---- | ---- | ---- | ---- |
| 500  | 439  | 427  | 531  | 544  | 492  | 542  | 590  | 584  |

| 1856 | 1861 | 1866 | 1872 | 1876 | 1881 | 1886 | 1891 | 1896 |
| ---- | ---- | ---- | ---- | ---- | ---- | ---- | ---- | ---- |
| 643  | 638  | 656  | 644  | 672  | 719  | 792  | 801  | 891  |

| 1901 | 1906 | 1911 | 1921 | 1926  | 1931  | 1936  | 1946  | 1954  |
| ---- | ---- | ---- | ---- | ----- | ----- | ----- | ----- | ----- |
| 871  | 841  | 849  | 893  | 1 012 | 1 112 | 1 143 | 1 189 | 1 353 |

| 1962  | 1968  | 1975  | 1982  | 1990  | 1999  | 2004  | 2006  | 2009  |
| ----- | ----- | ----- | ----- | ----- | ----- | ----- | ----- | ----- |
| 1 401 | 1 567 | 1 668 | 2 535 | 3 734 | 4 962 | 5 621 | 5 866 | 6 162 |

| 2014  | 2019  | 2022  | - | - | - | - | - | - |
| ----- | ----- | ----- | - | - | - | - | - | - |
| 6 753 | 7 285 | 7 315 | - | - | - | - | - | - |

## Lieux, événements et monuments
- Le domaine de Certes, dont une partie se trouve sur la commune d'Audenge
  - Château en bord de bassin, exploitation piscicole mais aussi centre ornithologique (pré-soins des oiseaux blessés) de la délégation Aquitaine de la Ligue pour la Protection des Oiseaux.
  - Depuis 2006, importante saison culturelle estivale (concerts de musique classique, opéras, théâtres, balades littéraires, cafés culturels…).
- Le sentier littoral donne une vue imprenable sur le bassin d'Arcachon.
- Les plages de Taussat et Cassy.
- L'église Notre-Dame date du XIIe siècle. C'est l'une des plus anciennes du bassin. Elle se situe sur la voie littorale du chemin de Saint-Jacques-de-Compostelle.
- La chapelle Saint-Louis de Taussat est décorée de vitraux de Raymond Mirande.
- La commune possède un éco-musée, dit de Gardarem, chargé de maintenir et de faire découvrir les traditions et coutumes du bassin d'Arcachon, et le patrimoine gascon (anciens ostréiculteurs, gemmeur….).
- Tous les ans, se tient un festival de courts-métrages, les Toiles de Mer[34],  qui remporte de plus en plus de succès.
- Lanton a été ville ambassadrice du Téléthon, les 5 et 6 décembre 2008, amassant près de 30 000 euros.

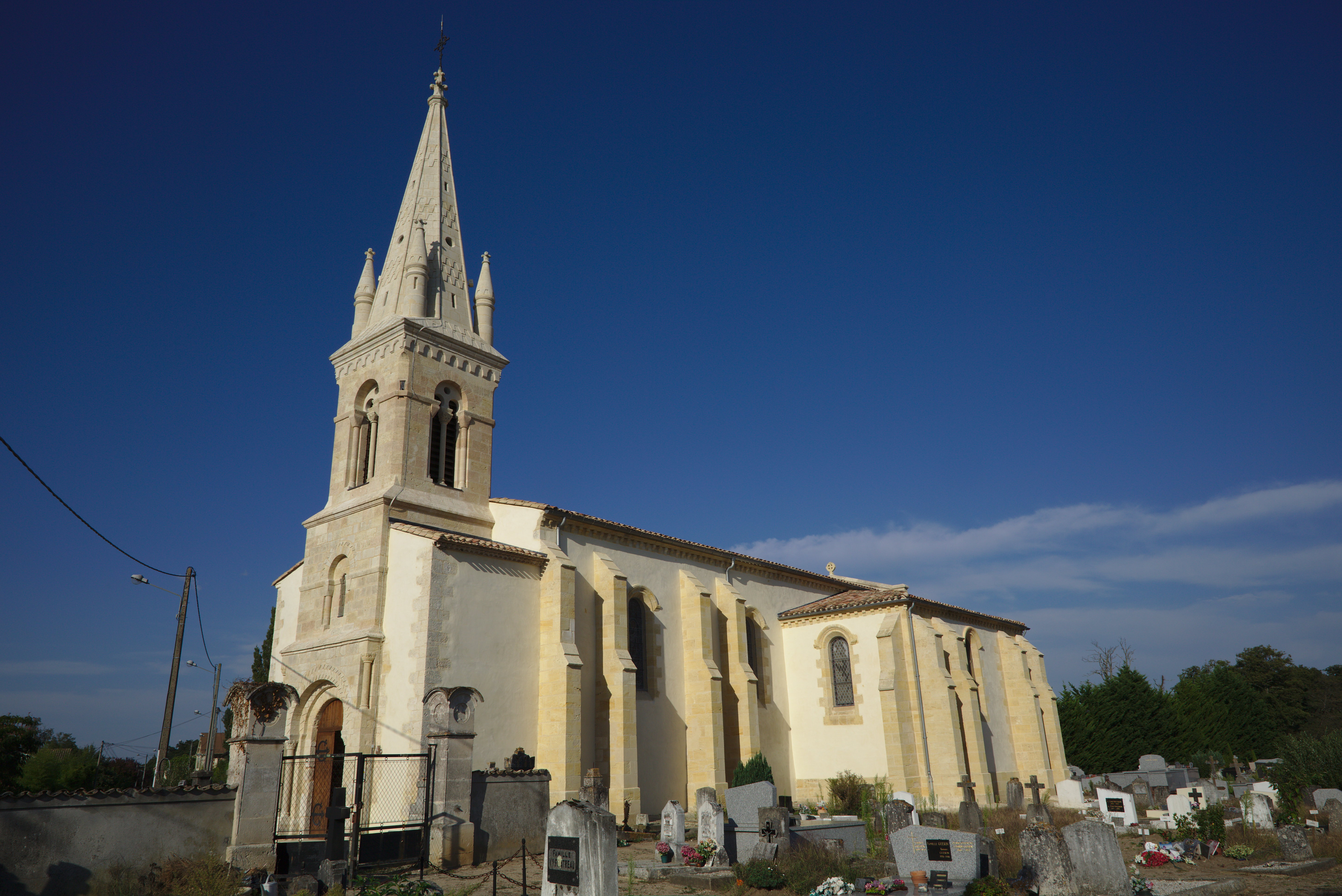
Vue extérieure de l'église.
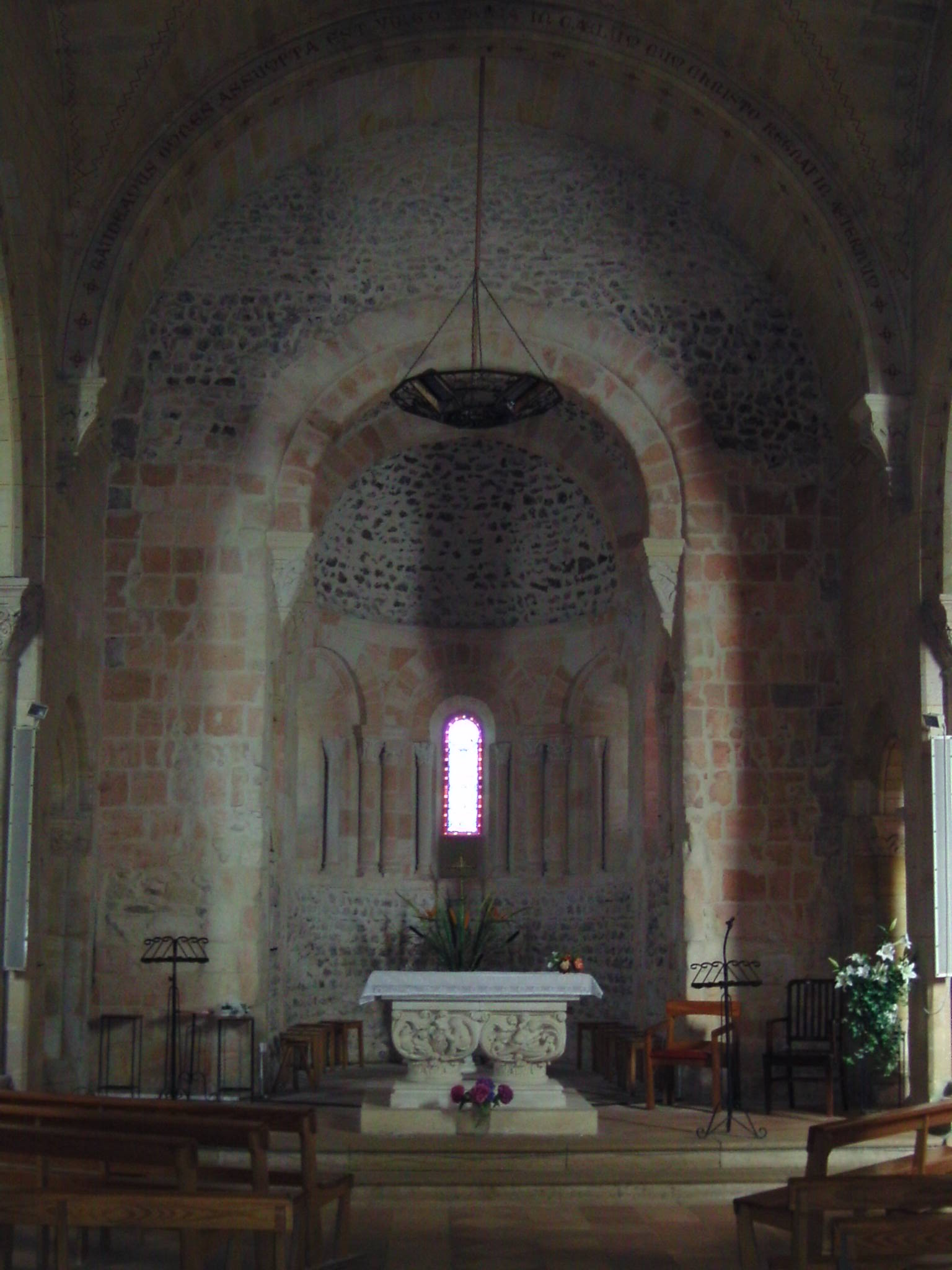
Intérieur de l’église.
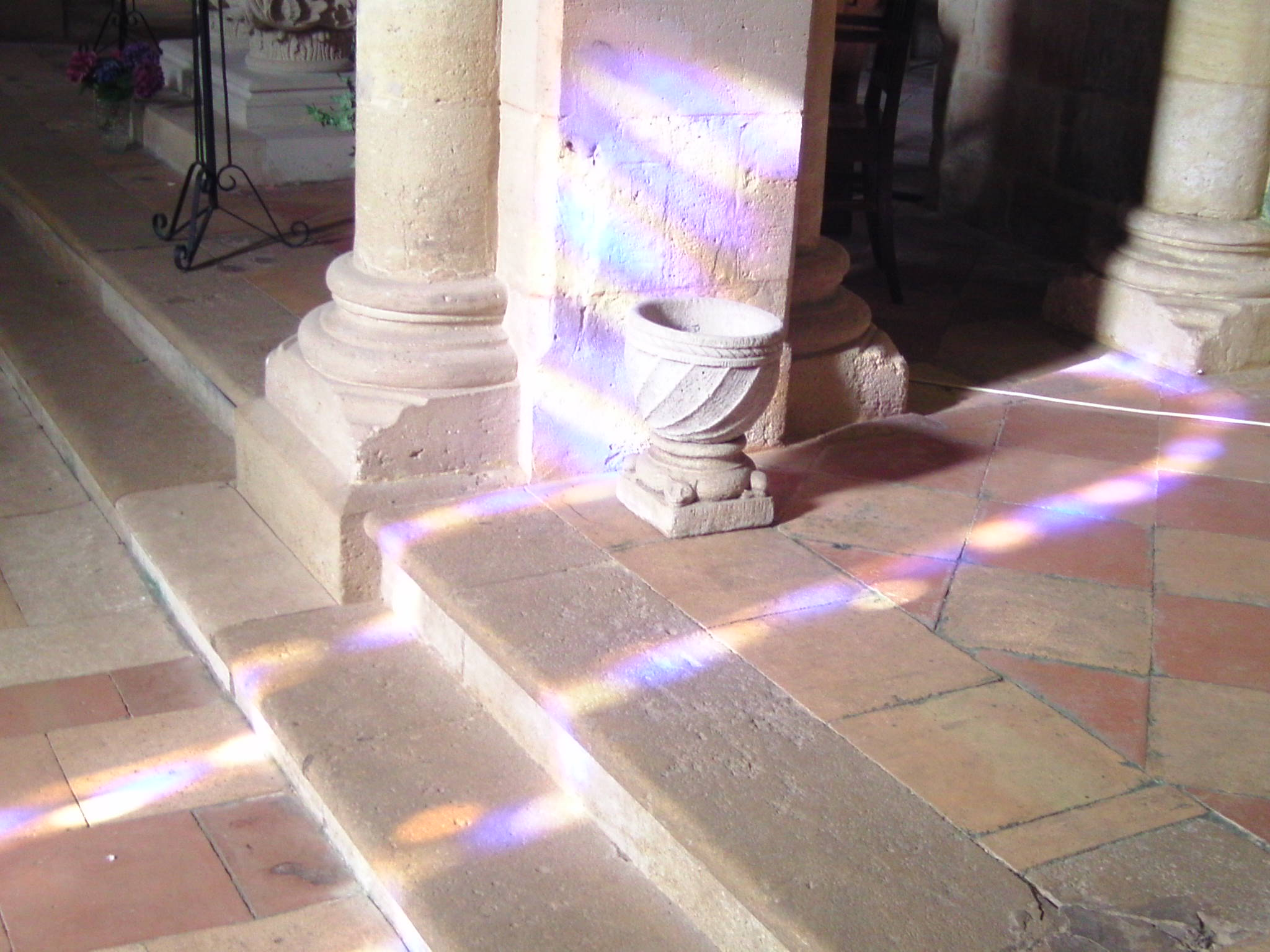
Intérieur de l'église.
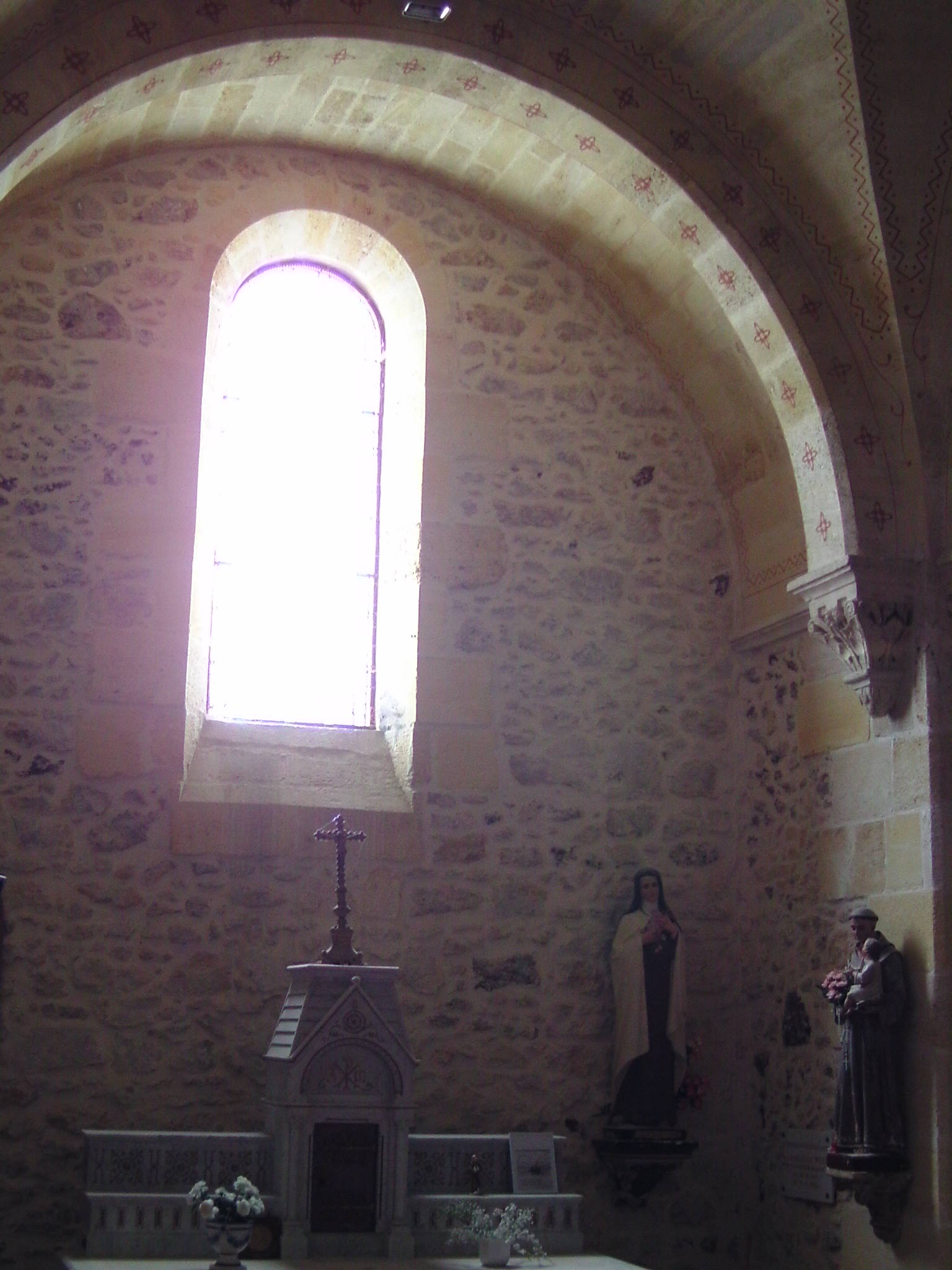
Intérieur avec un puits de lumière dans l'église.
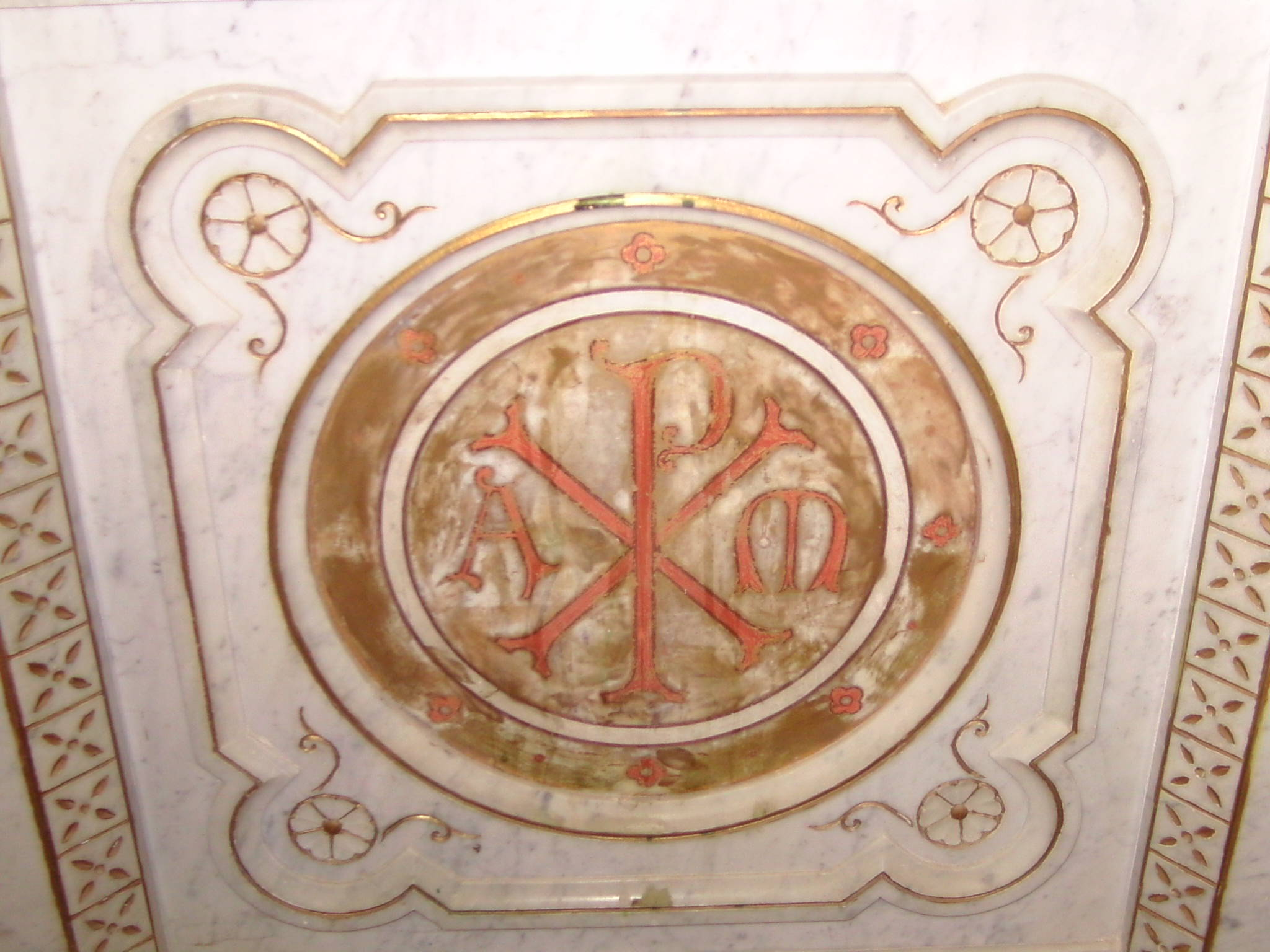
Chrisme dans l'église.
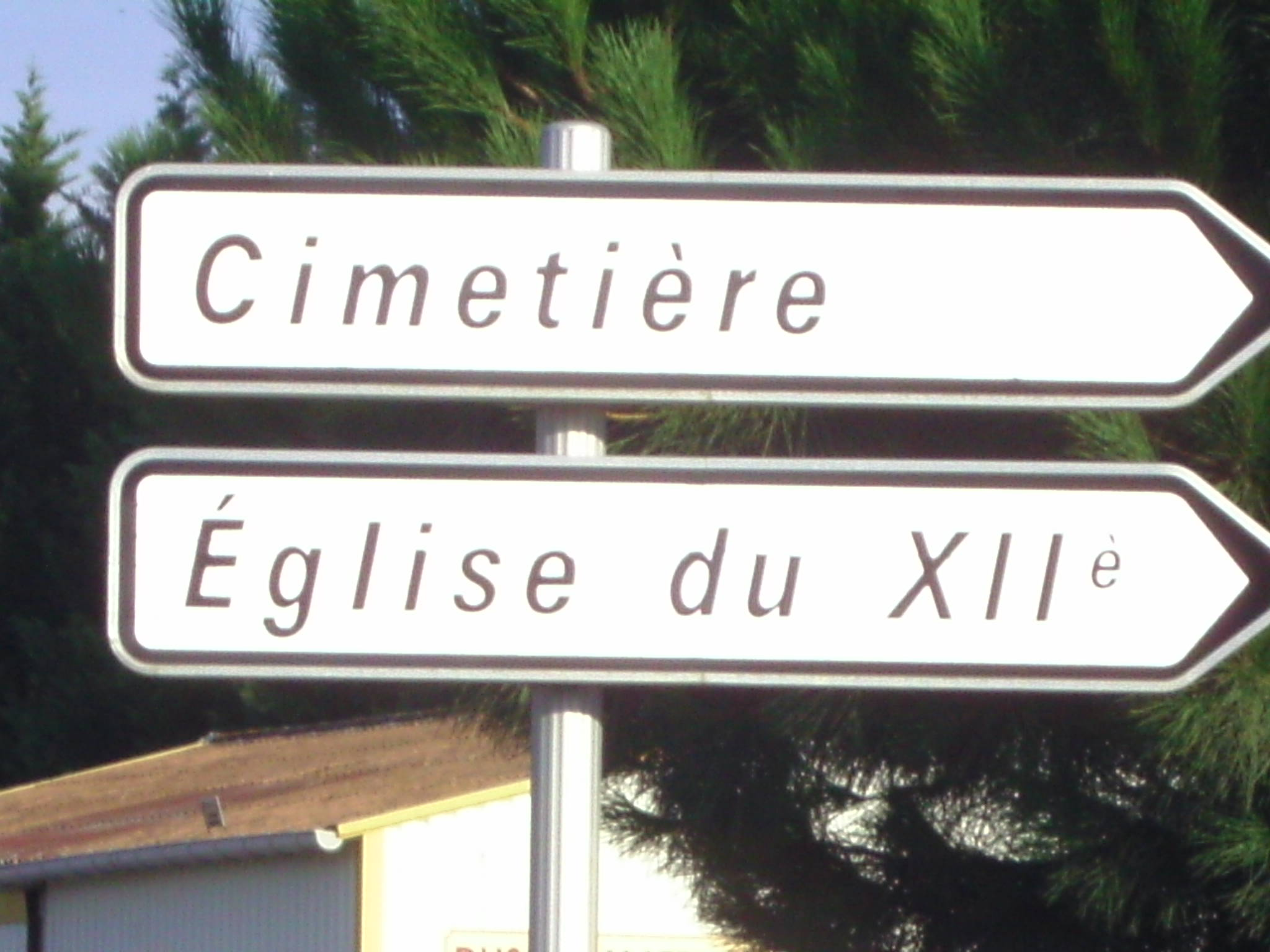
Panneau indicateur église du XIIe et cimetière.
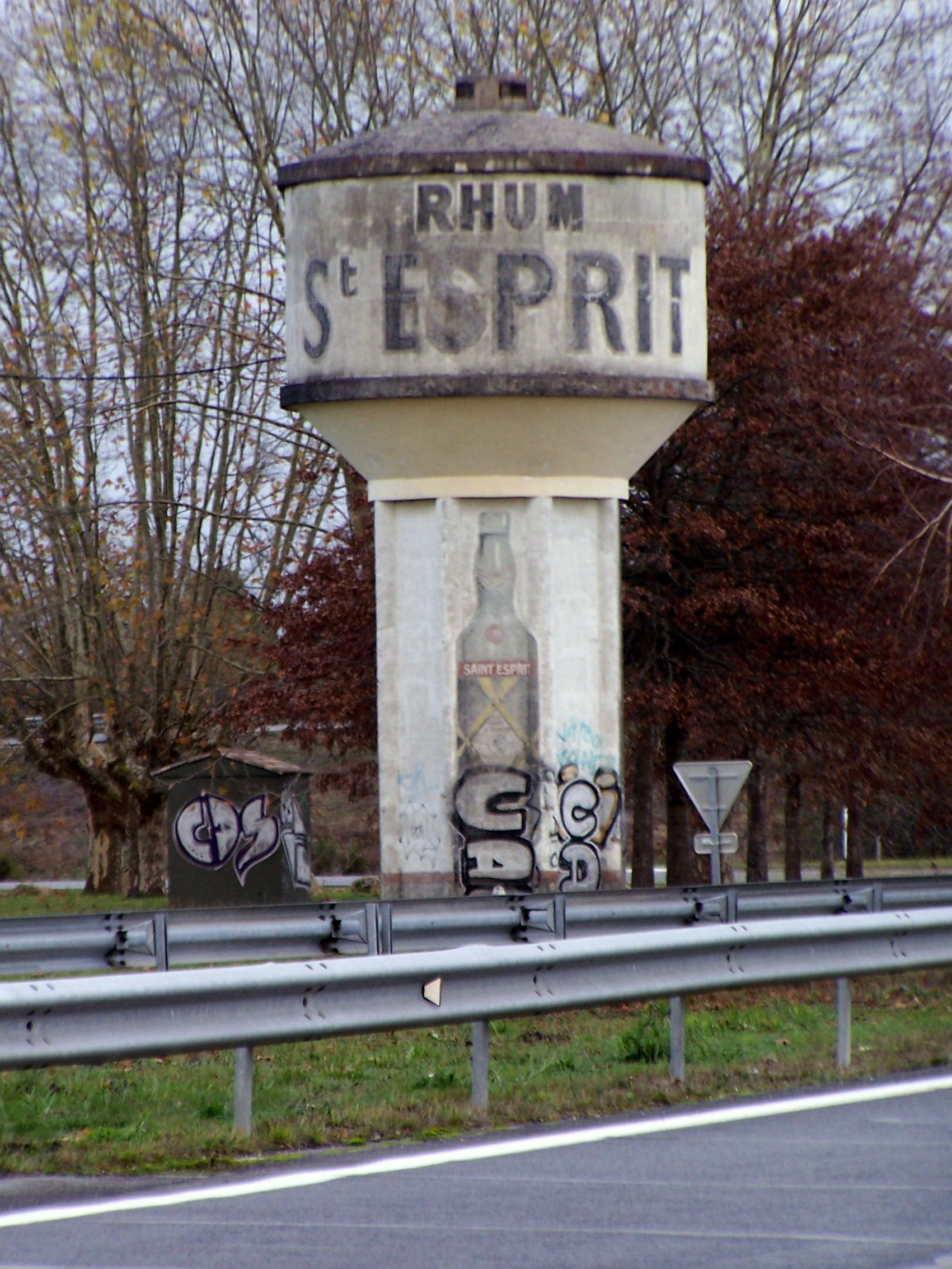
Le château d'eau de Blagon.

## Personnalités liées à la commune
- Le premier séjour du peintre Toulouse-Lautrec date de l'été 1885, dans la famille Würtz à Andernos, puis à partir de 1891, il  retourna régulièrement à Taussat à la villa Bagatelle de son ami Fabre jusqu'à son décès en 1901 et y écrivit sa dernière lettre à sa mère en août. On raconte qu'il élevait des cormorans pour pêcher. Voir Sylvain Smague, Toulouse-Lautrec en vacances : Bassin d’Arcachon – Château de Malromé, Bordeaux, Éditions L’Horizon chimérique, mars 2014, 279 p. (ISBN 978-2-9542604-1-9, présentation en ligne).
- L'écrivain François Mauriac vint régulièrement y voir sa sœur.
- Henriette Lambert, artiste peintre native de Bordeaux, habite au bourg de Cassy.

## Jumelages
- Lodosa (Espagne) depuis 1993
- Ameglia (Italie) depuis 2007[35]